# Östbo kontrakt
Östbo kontrakt var ett kontrakt i Växjö stift inom Svenska kyrkan i Jönköpings län. Kontraktet upphörde 2012 och de ingående församlingarna överfördes till Östbo-Västbo kontrakt. 
Kontraktskoden var 0608.

## Administrativ historik
Kontraktet omfattade från före 1962
- Rydaholms församling
- Gällaryds församling
- Voxtorps församling
- Tånnö församling
- Värnamo församling
- Fryele församling
- Tofteryds församling
- Åkers församling
- Hagshults församling
- Byarums församling som 2010 uppgick i Byarum-Bondstorps församling
- Bondstorps församling som 2010 uppgick i Byarum-Bondstorps församling
- Kärda församling som 1962 överfördes till Västbo norra kontrakt
- Hångers församling som 1962 överfördes till Västbo norra kontrakt
- Kävsjö församling som 1962 överfördes till Västbo norra kontrakt

1981 tillfördes från Västra Njudungs kontrakt
- Nydala församling
- Svenarums församling